# Gregg Harper
Gregg Harper, född 1 juni 1956 i Jackson i Mississippi, är en amerikansk republikansk politiker. Han var ledamot av USA:s representanthus 2009–2019.
Harper utexaminerades 1974 från Mississippi College och avlade 1978 juristexamen vid University of Mississippi. Han arbetade sedan som advokat och senare som åklagare. I kongressvalet 2008 besegrade Harper demokraten Joel Gill.
Han är gift med Sidney Harper och har två barn.